# Theobald Rehbaum
Theobald Rehbaum (Berlín, Alemanya, 7 d'agost de 1835 - 2 de març de 1918) fou un violinista i compositor alemany. Poeta distingit ensems que compositor, va escriure el llibret de les seves pròpies òperes, drames i comèdies.
Fou deixeble d'Huberto Rios per al violí i de Friederic Kiel (1821-1885) per la composició, i es donà conèixer amb algunes obres didàctiques, però no tardà a dedicar-se exclusivament a la composició i donà successivament les òperes:
- Don l'ablo (Dresden, 1880)
- Das steinerne Herz (Magdenburg, 1885)
- Turandot (Berlín, 1888)
- Oberst Lumpus (Wiesbaden, 1892)
- Die konskribierten
- Der Goldschismied von París

Se li deuen, a més, l'escena lírica Der Muse Sendung, per a soprano, cor i orquestra.